# Welcome to our 新幹線
Welcome to our 新幹線（ウェルカム トゥ アワ しんかんせん）とは、東海旅客鉄道（JR東海）が1989年に展開していた、東海道新幹線のCMである。

## 概要
日本国有鉄道（国鉄）から分割民営化して1987年に発足したJR東海は、基幹路線である東海道新幹線をテーマとしたイメージCMを展開した。一連のCMは旧来の国鉄のイメージを払拭し、同社を人気企業ランキングの上位に押し上げるなどの効果をもたらした。その中でも、東海道新幹線開業25周年の記念に作られたこの作品は新幹線の安心、無事故といった点を簡潔にアピールするとともに、自信をもって迎えるという意思を示している。また、民営化後1年という比較的浅い時期にもかかわらず、60秒などの長尺でCMを放映したという点など、後年のエクスプレスシリーズに代表されるイメージCMの先駆とも言える。
使用曲（すべて共通）リンダ・ヘンリック「Share my love」（オリジナル・CD未発売）

## シリーズ
- 30秒バージョン
- 60秒バージョン

朝の車輌基地。運転席に乗り込みキーをさしこむ運転士。ヘッドライトが灯る。並ぶ新幹線から一編成が動き始める。淡々とナレーションとスーパーで25年の実績を伝える。東京駅へ向かう列車。車内に朝日が差し込んでくる。東京駅で客を乗せ、午前6時発の始発列車が出発していく。見送る駅長。
キャッチフレーズは「25年目の気持ちです。Welcome to our 新幹線」
- 90秒バージョン

上記60秒バージョンのほかに乗務員が乗り込むシーンや「死亡事故　0」のテロップが追加
- 120秒バージョン

上記90秒バージョンのほかに食堂、車販の人たちの乗り込みシーンが追加